# Grime

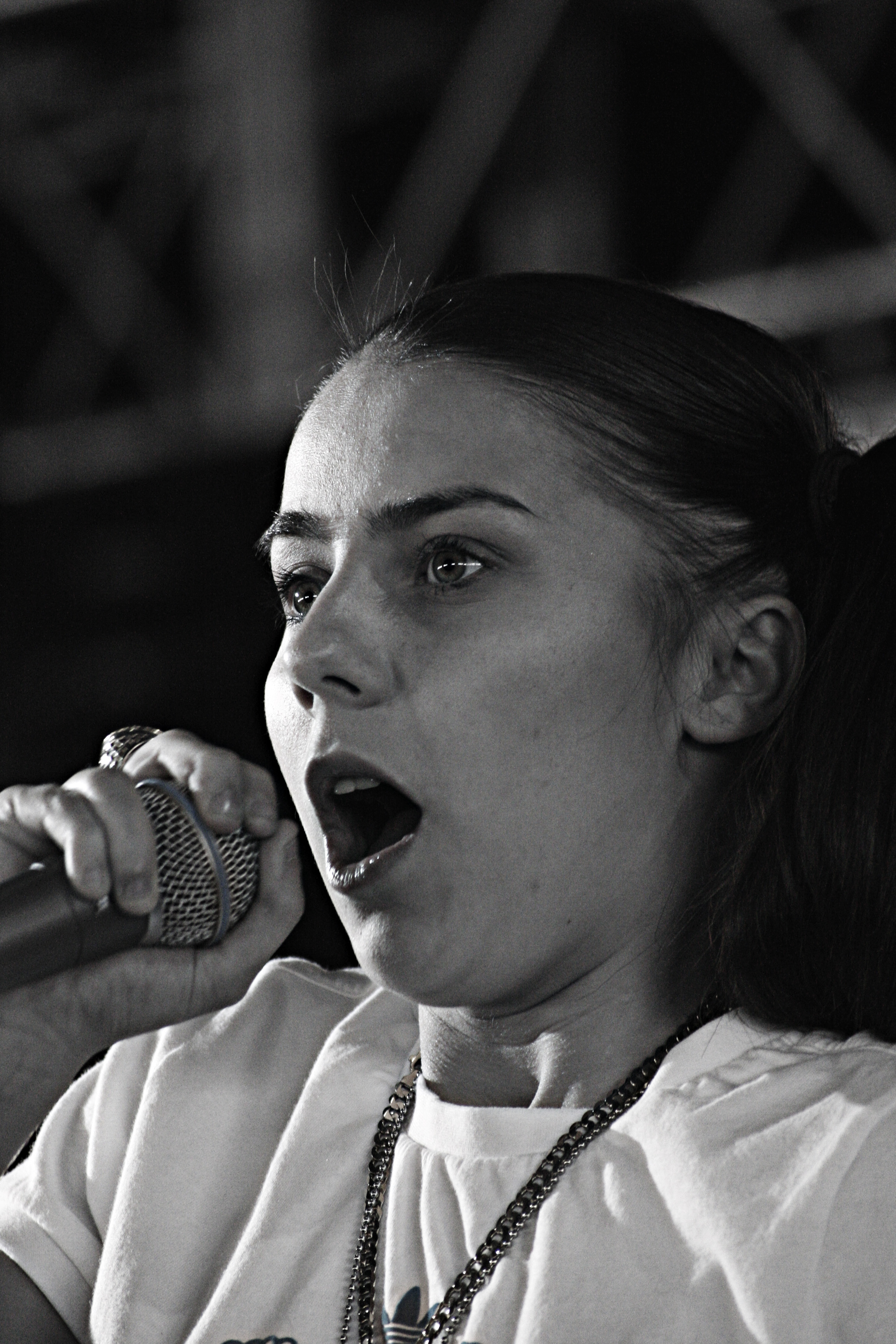
Lady Sovereign

Grime is een subgenre van jungle en UK garage. Deze muziekstroming is tussen 2002 en 2004 populair geworden, mede door het doorbreken van Dizzee Rascal ("Boy in da Corner", 2003) en Wiley ("Treddin' On Thin Ice", 2004 en de creatie van zijn subgenre "eski-beat"). De twee worden gezien als de grootste grondleggers van het genre. De oorspronkelijke groei van het genre wordt ook gekenmerkt door het gebruik van piratenzenders in Londen, zoals Rinse FM.
Grime wordt omschreven als donkere en agressieve muziek, dit vooral door de snelle en agressieve toon waarop wordt gerapt. Onderwerpen zoals de straat, criminaliteit en het toekomstloze leven in de Oost-Londense achterstandswijken (zoals Bow en Hackney, waar veel Grime-artiesten vandaan komen) voeren de boventoon in nummers (vandaar de benaming Grime, Engels voor "vuil").
Typerend voor de raps is het gebruik van MLE (Multicultural London English) en straattaal, waardoor het voor leken moeilijk verstaanbaar kan zijn.
Het ritme van Grime varieert tussen 130-140 beats per minuut, en verschilt voornamelijk van (Amerikaanse) hiphop door het gebruik van breakbeats. Het meest opvallende verschil met de algemene hiphop is echter het gebruik van elektronische geluiden en de invloeden van house en drum 'n' bass. Waar reguliere hiphop zich meestal beperkt tot enkele snare's, hihats, crashes en kicks, wordt Grime opgebouwd uit digitale, langere en meer gevarieerde drumpartijen.
Het subgenre 8bar is een letterlijke verwijzing naar deze langere partijen (respectievelijk 8 bars lang). Het genre Sublow is eveneens een subgenre ontstaan uit de UK garage en kan algemeen onderscheiden worden van Grime, aangezien beide zeer gelijkend zijn, door rauwe baslijnen van onder de 40 Hz, hetgeen extreem laag is (vaak door technische problemen niet eens hoorbaar). Op albums/mixtapes wordt echter geen strikt onderscheid gemaakt tussen de verschillende subgenres en worden zij willekeurig door elkaar gebruikt.
Anders dan het door r&b beïnvloede UK garage, dat ook het grote publiek via de radio bereikt, is Grime vooral te horen op piraten- en onlinezenders.
Wiley Kat, een rapper uit Oost-Londen, was de grondlegger van eski-beat genoemd, een subgenre van Grime.

## Oorsprong
Hoewel Dizzee en Wiley worden genoemd als grondleggers van het genre, zijn eerdere UK garage-nummers duidelijk al als voorlopers van Grime te herkennen: nummers zoals "Dilemma" en "Oh No" van So Solid Crew, "Oi" van More Fire Crew en "Boo" van Miss Dynamite.
De eerste nummers die als Grime werden erkend waren "Eskimo" door Wiley en "Pulse X" door Musical Mobb. "Eskimo" was daarbij meteen het begin voor het subgenre eski-beat. Veel minder bekende artiesten, zoals Flirta D en Bruza, proberen om binnen het genre nieuwe geluiden tot stand te brengen.

## Grime in Nederland
De grime-scene in Nederland komt steeds meer op door artiesten zoals Zwart Licht, Skinto en NoizBoiz. NoizBoiz legde in Rotterdam met hun op de UK Grime gebaseerde sound de basis voor de hele Nederlandse Grime scene. Daarnaast is het debuutalbum van Zwart Licht van grote invloed geweest op de NLederlandseGrime scene.
Vandaag de dag  geven de hiphop-sites zoals 101 Barz en State Magazine weinig  aandacht meer aan de underground van de grime-scene. De laatste tijd zijn er  dan ook niet vaak meer grime-beatmakers bij de Beatmaker van de week van 101 Barz en ook zijn er veel studiosessies met grime-artiesten bij 101 Barz.

## Bekende artiesten
- Bugzy Malone
- D Double E
- Dizzee Rascal
- Jme
- Kano
- Lethal Bizzle
- Skepta
- Stormzy
- Tinie Tempah
- Wiley
- Wretch 32

## Gerelateerde onderwerpen
- Dubstep
- Breakbeat